# ویلکاکس (وایومینگ)
ویلکاکس (به انگلیسی: Wilcox) یک منطقهٔ مسکونی در ایالات متحده آمریکا است که در شهرستان آلبانی، وایومینگ واقع شده‌است.